# Stanislao Cannizzaro
Stanislao Cannizzaro, italijanski kemik, * 13. julij 1826, † 10. maj 1910.
Najbolj je znan po t. i. Cannizzarovi reakciji.